# Geografía de la ciudad de Santa Fe
Santa Fe se ubica en el centro-este de la Argentina, se emplaza entre las regiones geográfica antiguamente descriptas como llanura pampeana y región chaqueña, insertándose en la zona del Litoral, debido a esto se hace difícil el escurrimiento de las aguas, con la correspondiente formación de lagunas, arroyos, bañados e inundaciones.[cita requerida]
Actualmente se describen Ecorregiones y la ciudad de Santa Fe es afectada en parte por la Ecorregión del Espinal, en cambio el gran distrito de los barrios costeros, se encuentra en plena Ecorregión Deltas e islas del Paraná, aunque por su cercanías, también posee características de la Ecorregión del Chaco Húmedo. Resultando estas condiciones en un ambiente con altísimos índices de biodiversidad de especies y de ambientes en un clima templado-subtropical húmedo. Estas características permite un creciente turismo en toda la gran región y que tiene como centro urbano a la Ciudad de Santa Fe.
La jurisdicción municipal abarca 268 km², resultando en la ciudad sin conflictos limítrofes más extensa en superficie de toda la Argentina, de los cuales el 70% está ocupado por ríos, lagunas y bañados,12 totalizando un área no urbana de 187,6 km². Los límites urbanos son mayoritariamente naturales: al este, el río Paraná; al oeste, el río Salado (norte de Argentina); al norte, limita con la ciudad de Recreo (único límite artificial); y al Sur, con el ríacho Santa Fe y río Salado.
En Santa Fe comenzó un crecimiento demográfico muy intenso ocupando lugares no muy sustentable, inundables, etc. Es por eso que se desarrolló el Plan Urbano el cual consiste en territorializar regulando los usos del suelo, las lógicas de radicación de viviendas y actividades económicas.13 La planificación estratégica debe ser pensada a largo plazo como la de la gran urbe más extensa de toda la Argentina.

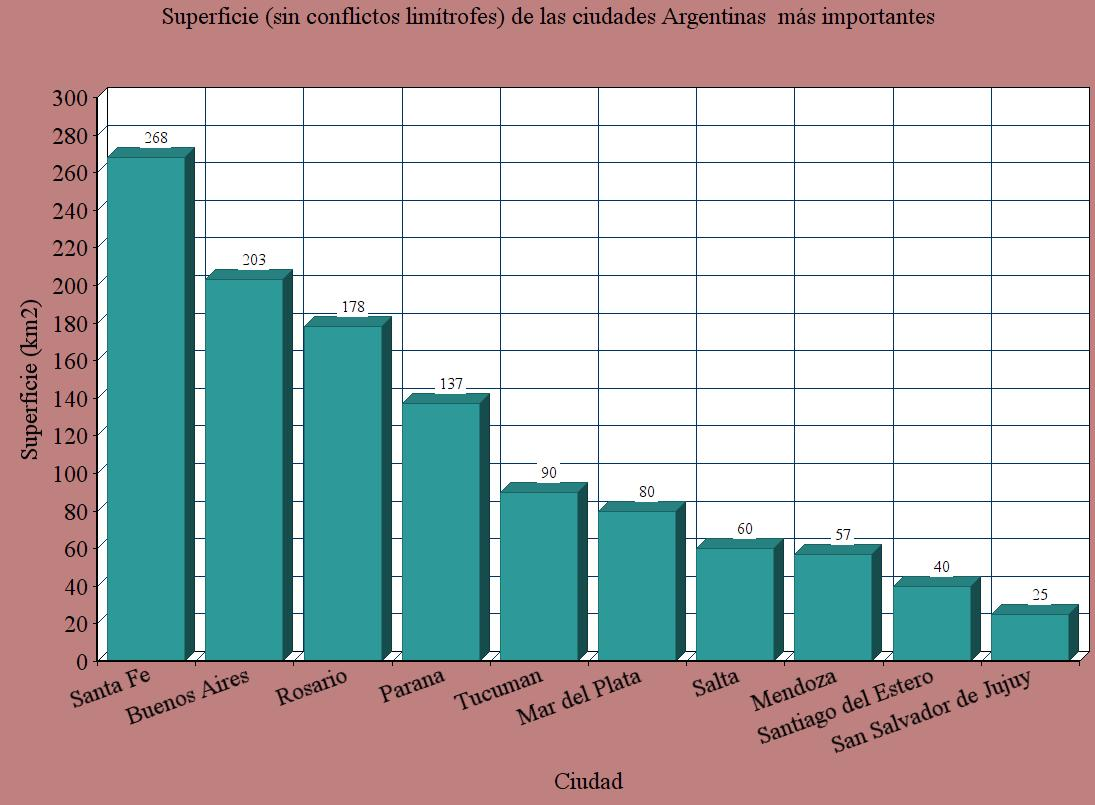
Comparación superficie ciudades más importantes de Argentina
Gráfico comparativo sobre extensión territorial de las ciudades que no poseen conflictos limítrofes.

De las ciudades más importantes de la República Argentina, debido a su amplísima extensión territorial, la Ciudad de Santa Fe posee la menor densidad poblacional de todas, con 1513 habitantes por km 2.
Comparación de las densidades poblacionales de las ciudades más importantes de Argentina. Nótese la baja densidad de la Ciudad de Santa Fe respecto a las demás ciudades, debido a su mayor extensión territorial que el resto.

La Ciudad cuenta con las Autopistas de Circunvalación Mar Argentino y la Circunvalación Oeste. Originalmente pensadas como límite al crecimiento urbano, en la actualidad se han sobrepasado. El trazado recorre unos 30.5 km hasta el norte de la capital hacia el cruce con la ruta provincial RP 70.

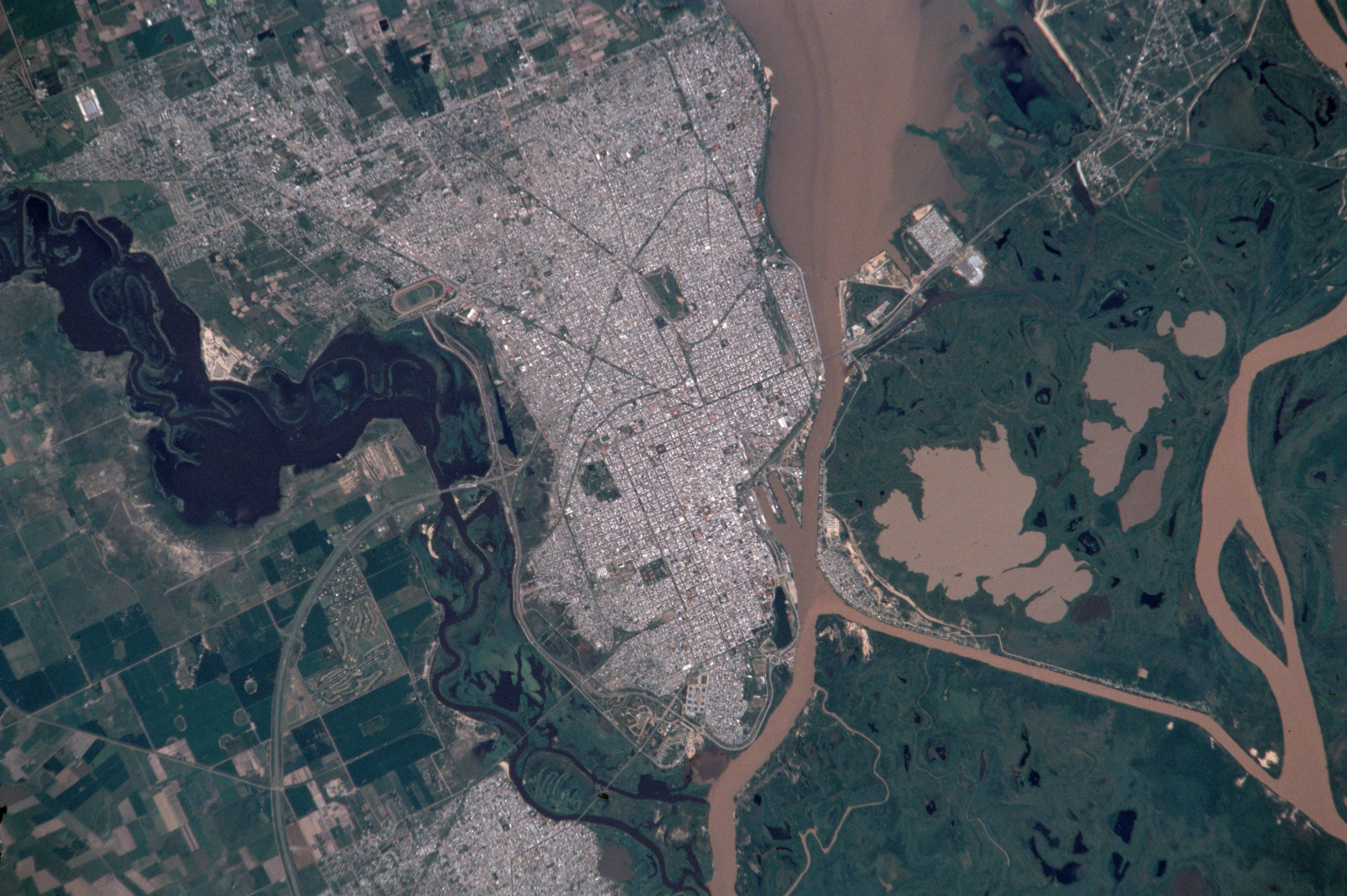
Vista Satelital de Santa Fe.

## Superficie y población

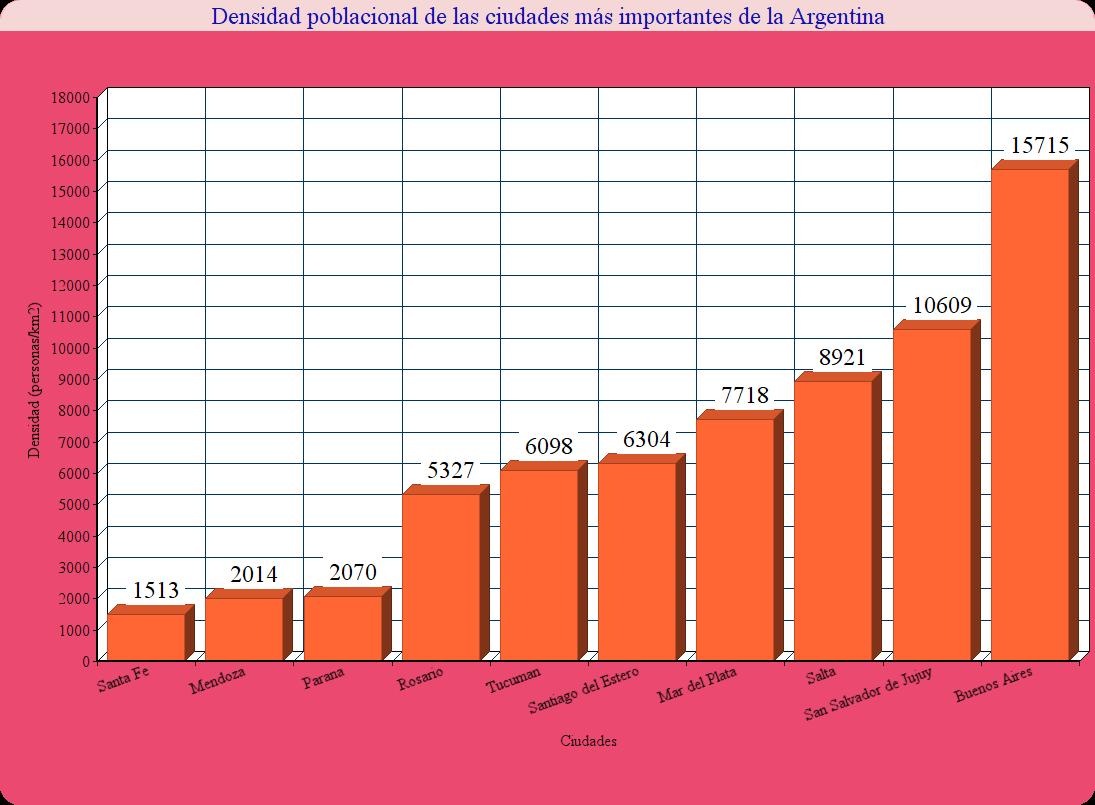
Densidad poblacional de la Ciudad de Santa Fe - Argentina Comparación de las densidades poblacionales de las Ciudades importantes de Argentina en donde se aprecia la baja densidad poblacional de Santa Fe, debido a su mayor extensión territorial.

Con 268 km² y una población de aproximadamente 536 127 habitantes, la ciudad es el centro del Área Metropolitana del Gran Santa Fe, constituida por
- Santa Fe,
- Santo Tomé
- Densidad poblacional de la Ciudad de Santa Fe - Argentina Comparación de las densidades poblacionales de las Ciudades importantes de Argentina en donde se aprecia la baja densidad poblacional de Santa Fe, debido a su mayor extensión territorial. Recreo
- Rincón
- Sauce Viejo
- Arroyo Leyes
- Villa Adelina
- Rincón Norte

## Clima

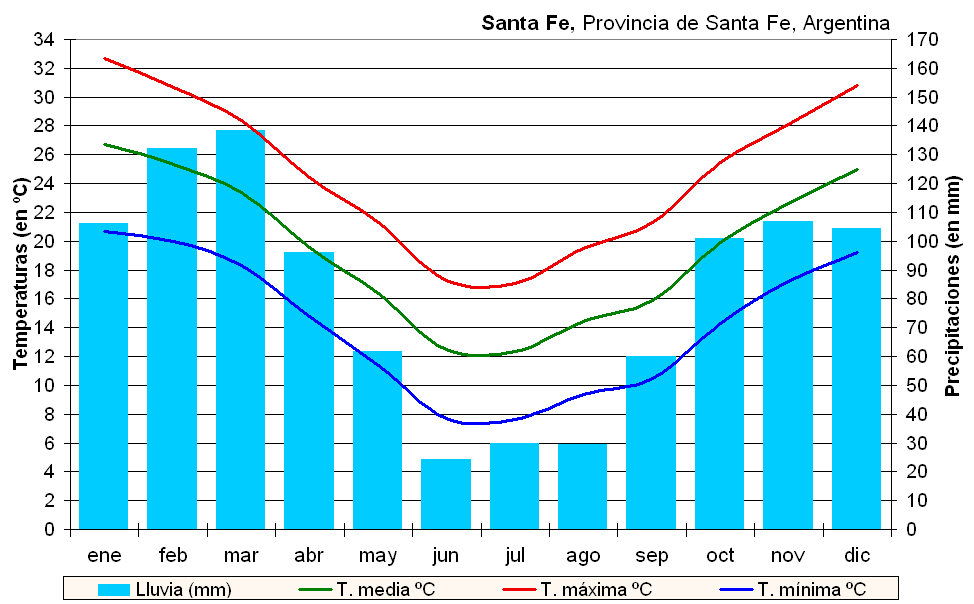
Climograma de Santa Fe.

La ciudad de Santa Fe recibe una marcada influencia del río Paraná en las condiciones climáticas, atenuando sus características de mediterraneidad.
Definido como Subtropical húmedo, correspondiente a Bosque Húmedo Templado Cálido-Subtropical para el Diagrama Bioclimático de Zonas de Vida de Holdridge; se destaca por la inexistencia de cuatro estaciones bien delimitadas, por la intensificación de la isla de calor urbana. Sólo se puede determinar una estación calurosa que va desde octubre a abril . La oscilación diaria como la amplitud de la temperatura aumenta de este a oeste, al mismo tiempo que disminuyen la humedad relativa y las precipitaciones.
En verano a la zona llegan masas de aire tropical cálidas y húmedas con vientos del norte que traen altas temperaturas, mientras que en invierno masas de aire polar producen enfriamientos y heladas.
La temperatura media en invierno es de 12 °C, con una humedad de 65%; en verano es de 26 °C y 55% de humedad media.
La ciudad también se ve altamente influenciada por su cercanía a los ríos Paraná y Salado, los cuales influyen no solo en el clima, sino que suelen provocar inundaciones recurrentes en la región. Por ejemplo, en el actual Ciclo Húmedo (1973 a ¿2020?), en marzo de 2007 la gran altura de ambos ríos influyó en la inundación de parte de la ciudad con miles de evacuados. En abril de 2003, el río Salado provocó 150 mil evacuados al inundar la tercera parte de la ciudad; semejante inundación sólo tenía un precedente en 1905 (Ciclo Húmedo 1870 a 1920), pero en aquel momento fue el río Paraná.
| Parámetros climáticos promedio de Servicio Meteorológico Nacional. | Parámetros climáticos promedio de Servicio Meteorológico Nacional. | Parámetros climáticos promedio de Servicio Meteorológico Nacional. | Parámetros climáticos promedio de Servicio Meteorológico Nacional. | Parámetros climáticos promedio de Servicio Meteorológico Nacional. | Parámetros climáticos promedio de Servicio Meteorológico Nacional. | Parámetros climáticos promedio de Servicio Meteorológico Nacional. | Parámetros climáticos promedio de Servicio Meteorológico Nacional. | Parámetros climáticos promedio de Servicio Meteorológico Nacional. | Parámetros climáticos promedio de Servicio Meteorológico Nacional. | Parámetros climáticos promedio de Servicio Meteorológico Nacional. | Parámetros climáticos promedio de Servicio Meteorológico Nacional. | Parámetros climáticos promedio de Servicio Meteorológico Nacional. | Parámetros climáticos promedio de Servicio Meteorológico Nacional. |
| Mes | Ene.                                                               | Feb.                                                               | Mar.                                                               | Abr.                                                               | May.                                                               | Jun.                                                               | Jul.                                                               | Ago.                                                               | Sep.                                                               | Oct.                                                               | Nov.                                                               | Dic.                                                               | Anual                                                              |
| --- | ------------------------------------------------------------------ | ------------------------------------------------------------------ | ------------------------------------------------------------------ | ------------------------------------------------------------------ | ------------------------------------------------------------------ | ------------------------------------------------------------------ | ------------------------------------------------------------------ | ------------------------------------------------------------------ | ------------------------------------------------------------------ | ------------------------------------------------------------------ | ------------------------------------------------------------------ | ------------------------------------------------------------------ | ------------------------------------------------------------------ |
| Temp. máx. media (°C) | 32.7                                                               | 30.7                                                               | 28.4                                                               | 24.4                                                               | 21.3                                                               | 17.3                                                               | 17.1                                                               | 19.5                                                               | 21.3                                                               | 25.5                                                               | 28.1                                                               | 30.8                                                               | 24.8                                                               |
| Temp. mín. media (°C) | 20.7                                                               | 20.0                                                               | 18.3                                                               | 14.8                                                               | 11.4                                                               | 7.7                                                                | 7.6                                                                | 9.4                                                                | 10.5                                                               | 14.3                                                               | 17.2                                                               | 19.2                                                               | 14.3                                                               |
| Precipitación total (mm) | 106.0                                                              | 132.1                                                              | 138.6                                                              | 96.1                                                               | 61.6                                                               | 24.3                                                               | 29.8                                                               | 29.6                                                               | 59.9                                                               | 100.8                                                              | 107.0                                                              | 104.6                                                              | 990.4                                                              |
| Fuente: [url =http://www.smn.gov.ar/?mod=clima&id=30&provincia=Santa%20Fe&ciudad=Santa%20Fe url =http://www.smn.gov.ar/?mod=clima&id=30&provincia=Santa%20Fe&ciudad=Santa%20Fe]. Falta el \|título= (ayuda) 13-02-11 |                                                                    |                                                                    |                                                                    |                                                                    |                                                                    |                                                                    |                                                                    |                                                                    |                                                                    |                                                                    |                                                                    |                                                                    |                                                                    |

Humedad relativa promedio anual: 80,5%